# Buinen

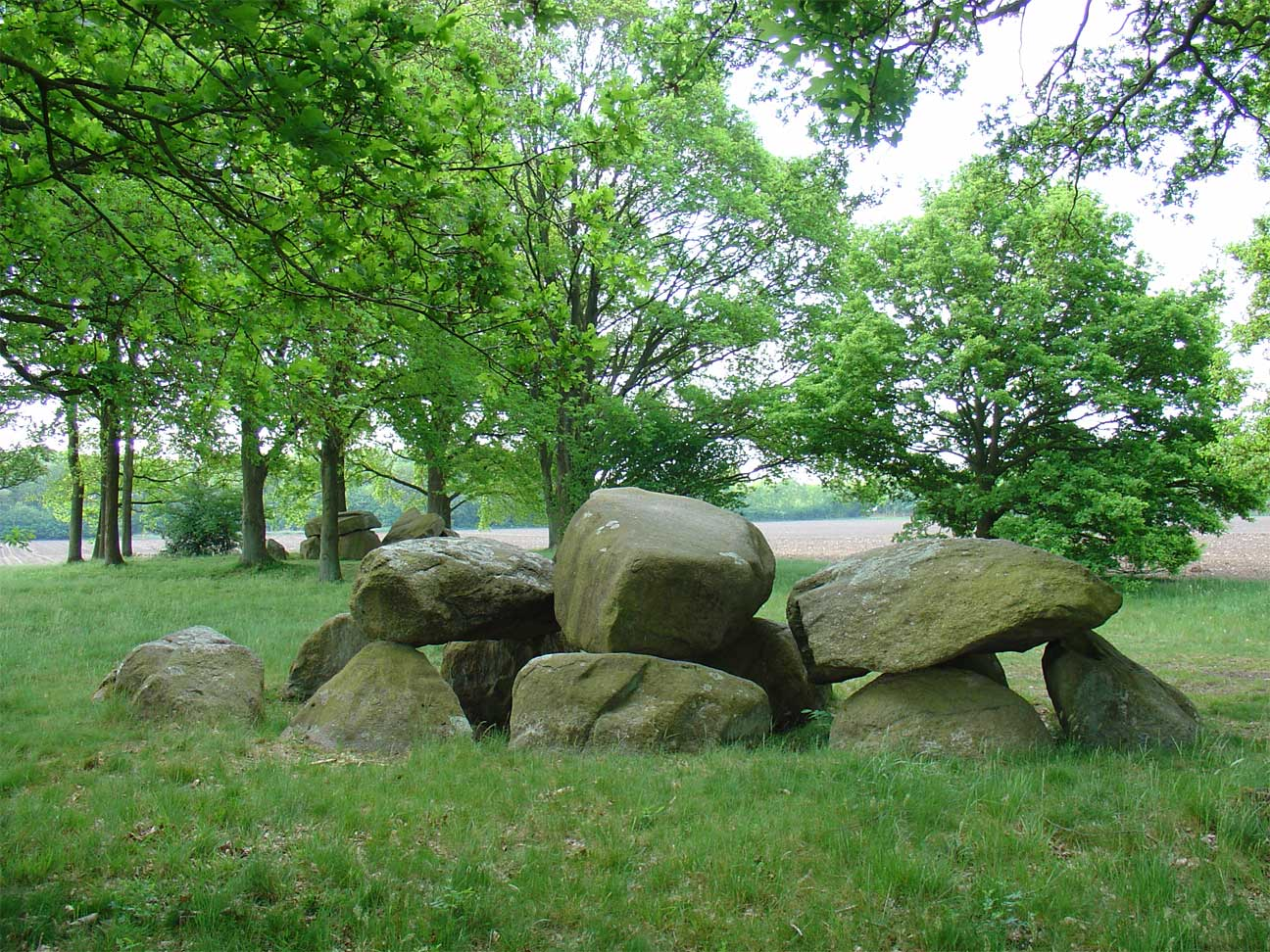
Hunebed D28

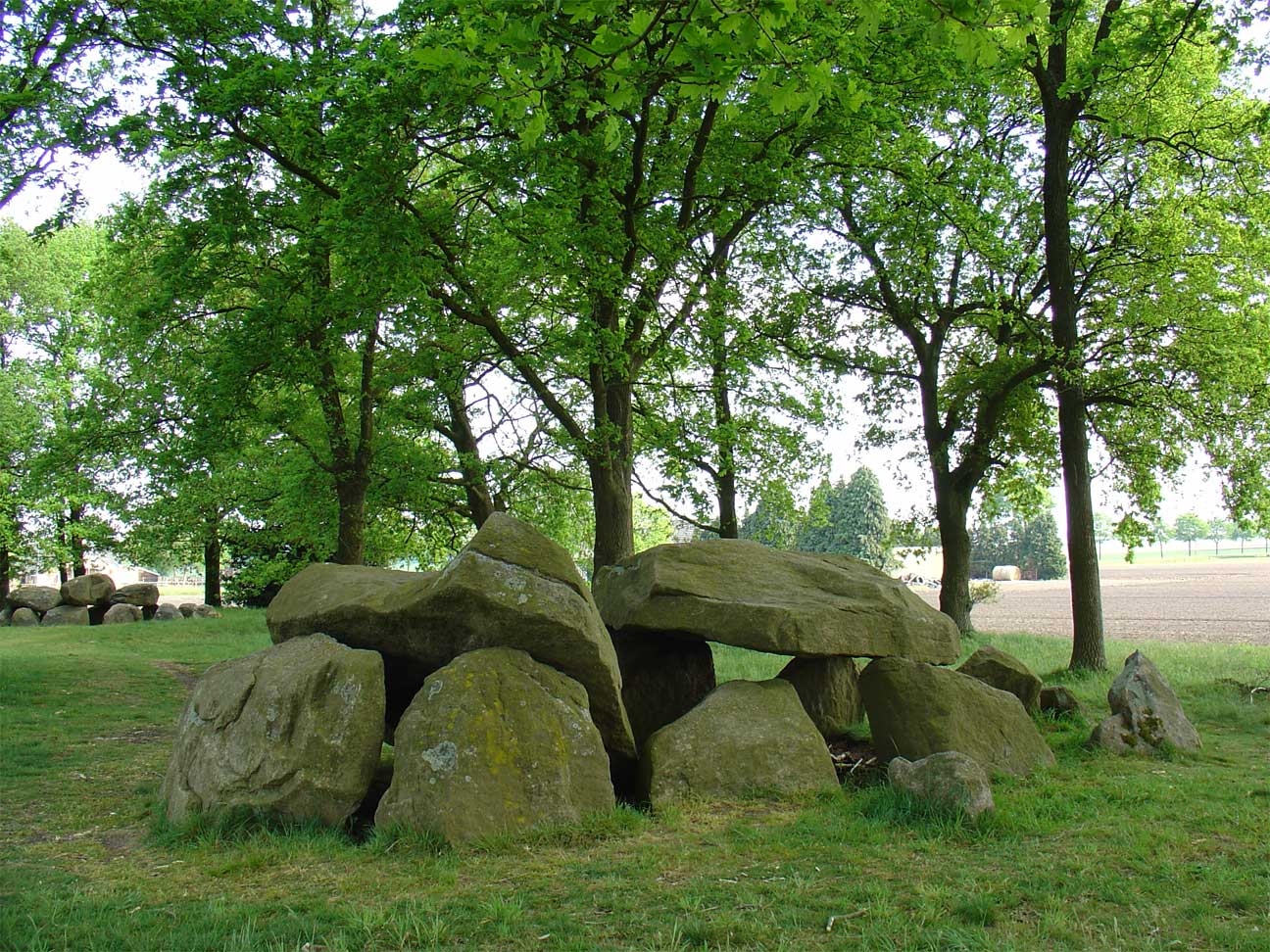
Hunebed D29

Buinen (Drents: Bunen) is een dorp in de gemeente Borger-Odoorn, in de Nederlandse provincie Drenthe, gelegen op de Hondsrug. Buinen telde (volgens informatie van de gemeente Borger-Odoorn) op 1 januari 2023 785 inwoners.

## Herkomst naam
De naam Buinen, in een oudere vorm Bunne, heeft dezelfde betekenis als Bunde (bijvoorbeeld ook Bunde) en is afgeleid van het Germaanse biwanda, dat afgesloten terrein betekent. De historisch geograaf Theo Spek komt tot een soortgelijke verklaring: Buun of bune verwijst volgens hem naar constructies van vlechtwerk zoals omheiningen. Zowel in Bunne als in Buinen gaat het dan om nederzettingen, die genoemd zijn naar het omheinde stuk land waar de oorspronkelijke nederzetting gevestigd werd.

## Geschiedenis
De bebouwing in het esdorp Buinen bestond in 1850 vrijwel uitsluitend uit boerderijen die aan enkele straten waren geconcentreerd. In vergelijking met andere esdorpen in de gemeente Borger groeide Buinen tot 1940 vrij snel. Dat had te maken met de aanleg van een spoorweg en een haven.
De Noordoosterlocaalspoorweg-Maatschappij, met de spoorlijn Zwolle - Stadskanaal, deed ook de bedrijvigheid in Buinen vanaf 1905 sterk toenemen. Behalve een station voor personenvervoer kreeg het dorp een laad- en losplaats voor goederen en vee en een spoorweghaven. Tussen Buinen en Exloo exploiteerde de spoorwegmaatschappij een zandafgraving waar zandwagons met handkracht werden gevuld met zand.
Na de Tweede Wereldoorlog kwam er meer bedrijvigheid in het dorp. Tot 1965 was er aan de Spoorstraat een cartonnagefabriek. Na 1965 werd het fabriekspand gebruikt voor de fabricage van Fasto gasgeisers. Tot 2011 fabriceerde Nefit ter plekke moderne cv-ketels.

## Geografie en voorzieningen
Buinen is een esdorp op de rand van de Hondsrug en het afgegraven veengebied. Het hoogteverschil loopt op tot dertien meter. Het dorp heeft maar een beperkt aantal voorzieningen en is het aangewezen op het veel grotere buurdorp Borger. Er zijn enkele horecagelegenheden en een klein sportpark (2 voetbalvelden) alsmede een gymzaal. Buinen heeft wel een actief verenigingsleven. De plaatselijke voetbalclub is VV Buinen. De jeugd speelt in een samenwerkingsverband met VV Buinerveen onder de naam BBC (Buinen Buinerveen Combinatie).
Buinen is goed bereikbaar door de ligging aan de N374. Ook is er een aantal verblijfsaccommodaties te vinden in Buinen.
De omgeving van Buinen wordt gekenmerkt door essen en dalgronden, maar ook veel bos en heide (Buinerveld). Tussen Borger en Buinen liggen twee hunebedden. Om het dorpsgebied heen loopt het Kanaal Buinen-Schoonoord.

## Geboren
- Jan Beijering (1922-2012), SS'er en horecaondernemer[4]

Drenthe: Steden en dorpen      Nederland: Provincies · Gemeenten